# Kymco Agility
Kymco Agility è una famiglia di scooter prodotti dalla casa motociclistica taiwanese Kymco (Kwang Yang Motor Co.) dal 2005 e commercializzati in molte versioni e in diverse cilindrate.
È dotato di motori monocilindrici due tempi o quattro tempi con raffreddamento ad aria forzata con disposizione del cilindro in orizzontale.

## Versioni

### Agility R10

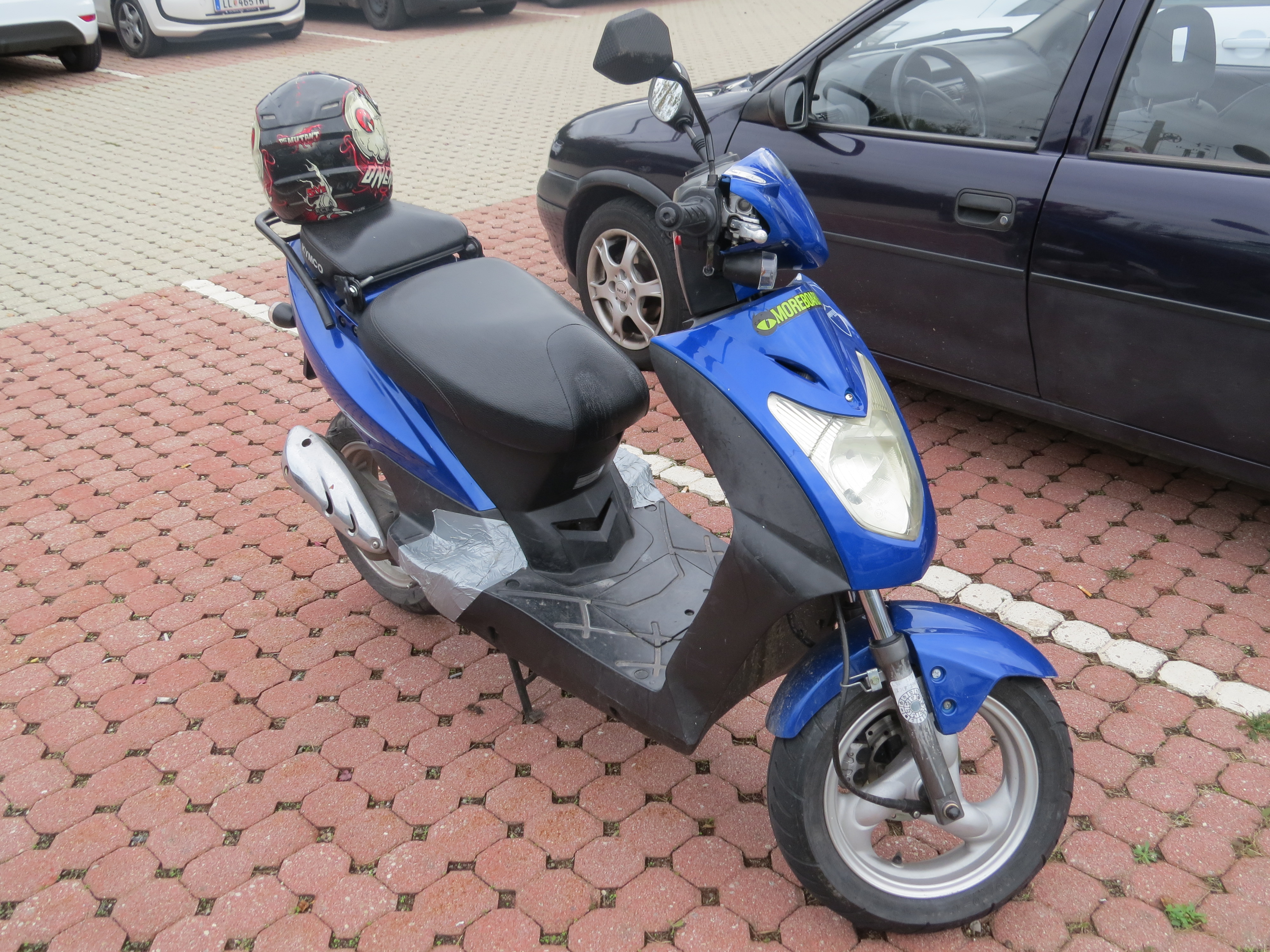
Agility R10

È il più piccolo della famiglia, monta ruote da 10" (da cui la sigla nel nome) a tre razze, pesa 84 kg. La potenza massima è di 2,4 kW (3,3 cv) a 8500 giri/min e la coppia massima è di 3,2 Nm a 7000 giri/min. È disponibile nero o grigio nella sola cilindrata di 50 cm³. (Fuori produzione in Italia).

### Agility R12
Il primo Agility venne presentato al salone di Monaco nel 2004 ed entra in produzione presso lo stabilimento Kymco in Cina nei primi mesi del 2005. Si tratta di un piccolo scooter “low cost” a pedana piatta con ruote da 12 e motore 50 cm³ destinato soprattutto al pubblico giovanile. Le dimensioni dello scooter erano: lunghezza 1.830 mm, larghezza 690 mm e altezza di 1.130 mm con passo di 1.320mm e peso a secco di 92 kg.
In Europa era importato con sella biposto e portapacchi posteriore. Il motore era un 50 cm³ quattro tempi omologato Euro 2 raffreddato ad aria forzata in grado di erogare 3,3 CV (2,4 kW) a 7.500 giri/min e una coppia massima di 3,2 Nm a 7.000 giri/min. L’avviamento è elettrico e la velocità massima limitata da codice a 45 km/h. Il consumo dichiarato era di 43 km/l nel ciclo misto. L’impianto frenante era composto da disco anteriore da 180 mm e tamburo posteriore da 110 mm.
Nel settembre 2005 viene introdotto sul mercato italiano anche l’Agility 125 equipaggiato con un monocilindrico raffreddato ad aria Euro 2 da 125 cm³ che eroga 9,4 CV (6,9 kW) a 7.000 giri/min e 9,1 Nm di coppia massima a 6.500 giri/min. Con tale motore l’Agility raggiunge gli 85 km/h ed ha un peso a secco di 105 kg.
Nel 2006 si ha un leggero aggiornamento con le frecce anteriori spostate sullo scudo (prima erano sul manubrio).
Nel corso degli il modello R12 non ha subito aggiornamenti; nel 2016 il motore è stato omologato Euro 3 e la potenza massima viene ridotta a 3 CV (2,2 kW) erogati a 7.250 giri/min, inoltre venne introdotta la versione R12 ECS con carburatore a controllo elettronico. Nel 2019 debutta la versione 50 ECS omologata Euro 4, la potenza resta invariata mentre il consumo medio nel ciclo WMTC è di 48 km/l. Nel 2021 debutta il motore 50 cm³ KN10A omologato Euro 5 che eroga 3,3 CV a 7.000 giri/min e 3,4 Nm di coppia massima a 6.500 giri/min in grado di percorrere 45 km/l (ciclo WMTC).

### Agility Carry
Versione "da lavoro" con le stesse motorizzazioni e caratteristiche dell'Agility R12 in cilindrata 50 cm³ e 125 cm³.

### Agility R16
Presentato ad EICMA nel novembre 2007 e posto in vendita nella primavera del 2008, l’Agility R16 (in foto) ha un design italiano opera di Massimo Zaniboni per Arkema Studio ed è ispirato nelle forme al cugino R12 che è rimasto in produzione.
Leggermente più grande, è equipaggiato con ruote da 16" a 5 razze sdoppiate e una trasmissione differente dal R10 e dal R12. Al debutto era disponibile nelle cilindrate da 50, 125, 150 tutte a quattro tempi. Le colorazioni disponibili erano antracite, azzurro, nero e bianco.
Nella primavera 2009 debutta una versione aggiornata in cui è stata rivista la taratura delle sospensioni (anteriore e posteriore) che ne aumenta l’assorbimento.
La versione 150 è stata sostituita nel giugno 2010 dalla nuova motorizzazione 200i (167 cc effettivi) quattro tempi a iniezione.
In contemporanea viene introdotto il motore 50 due tempi che affianca il 50 quattro tempi.

#### Restyling
La versione ristilizzata viene posta in vendita nella primavera del 2012; la gamma motori resta invariata rispetto il precedente Agility R16 e le modifiche si concentrano nell'aspetto dove debutta il nuovo parafango anteriore in tinta carrozzeria, cerchi in lega argento, lo sfondo della strumentazione è azzurro, nuova sella realizzata con nuovi materiali per migliorare il comfort. Le modifiche al reparto ciclistico riguardano le sospensioni e gli pneumatici.
- Sospensioni: sono state sostituite le vecchie molle con delle nuove a multi stadio e i vecchi tamponi di fine corsa con dei maggiorati.
- Pneumatici: è stata modificata la mescola per aumentare l'aderenza.[9]

##### Agility R16 +
Presentato ad EICMA nel novembre 2013, l’R16+ (Plus) entra in produzione nella primavera del 2014 ed affianca la versione R16 “base”. Disponibile nelle cilindrate 50 cm³, 125 cm³ e 200 cm³ si differenzia dall'R16 per un ulteriore restyling dello scooter, la ruota posteriore passa dai 16 ai 14 pollici, al fine di incrementare il comfort e il volume del vano sottosella adesso più spazioso, il design dell'anteriore rimane invariato. Le luci di posizione anteriori adesso sono a LED. I colori disponibili erano: antracite scais opaco, argento zebru’ opaco, bianco ice e nero maggiore.
Nel marzo 2017 la gamma motori viene omologata Euro 4 e si arricchisce anche della versione da 150 cm³ quattro tempi a iniezione che eroga 10,2 CV a 6.750 giri e 11 Nm di coppia massima a 5.500 giri/min. Di serie ha l’ABS.
La gamma 2021 presenta le motorizzazioni omologate secondo la normativa Euro 5. La potenza massima dell’Agility 125i è di 6,4 kW (8,7 CV) a 7.500 giri/min per una velocità massima di 85 km/h; colori disponibili antracite scais Opaco, grigio dossena e il nuovo blu manerba. L’Agility 200i R16+ ha una cilindrata effettiva di 163 cm³ per una potenza di 8,2 kW (11,2 CV) che permette di raggiungere i 95 km/h, ed è disponibile solo nel colore antracite scais opaco.

### Agility RS

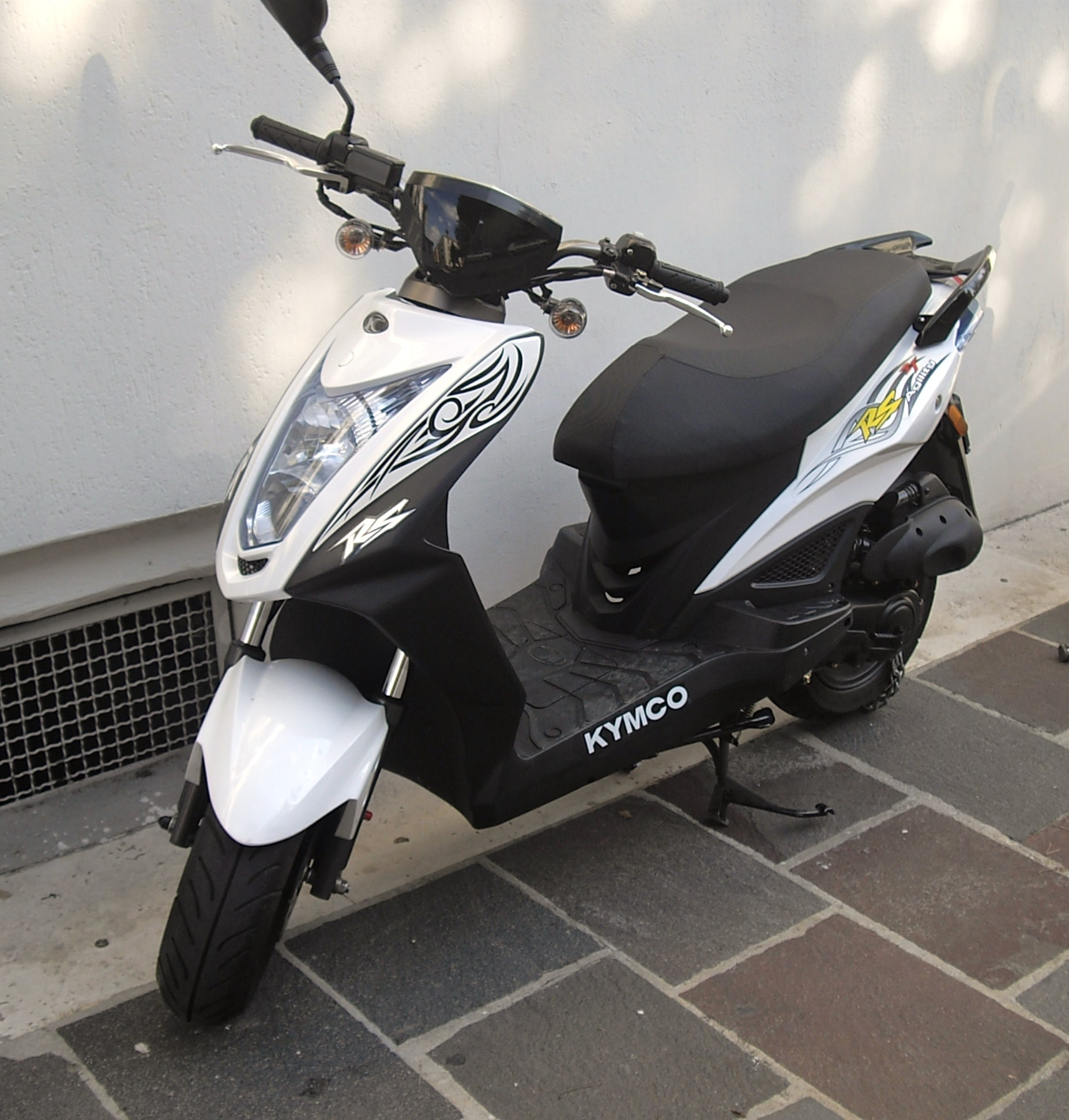
Agility RS

Presentato nel novembre del 2008 e introdotto sul mercato nel 2009, l’RS monta lo stesso blocco motore del R12 con ruote da 12" a 5 razze. Mantiene anche lo stesso telaio ma con parafango anteriore e carene ridisegnate, il freno anteriore è a disco a margherita mentre quello posteriore sempre a tamburo. La strumentazione è differente e più completa rispetto l’Agility R12 e oltre al tachimetro e all'indicatore della benzina è presente anche l'orologio digitale. La gamma motori era composta dal 50 quattro tempi Euro 2 e dal 125 quattro tempo con omologazione Euro 3.

### Agility RS Naked
Introdotto nel 2010, è identico alla versione RS tranne che per il manubrio Naked (nudo, privo di protezioni in plastica) che gli dona un aspetto più sportivo. Il motore è il 50 due tempi e che eroga 3,8 CV ed è omologato Euro 2. Monta pneumatico anteriore 120/70-12 mentre al posteriore monta uno pneumatico 130/70-12. L’impianto frenante è a disco anteriore con disegno wave da 180 mm di diametro e tamburo posteriore.
L’RS Naked è uscito di produzione nel 2015.

### Agility S

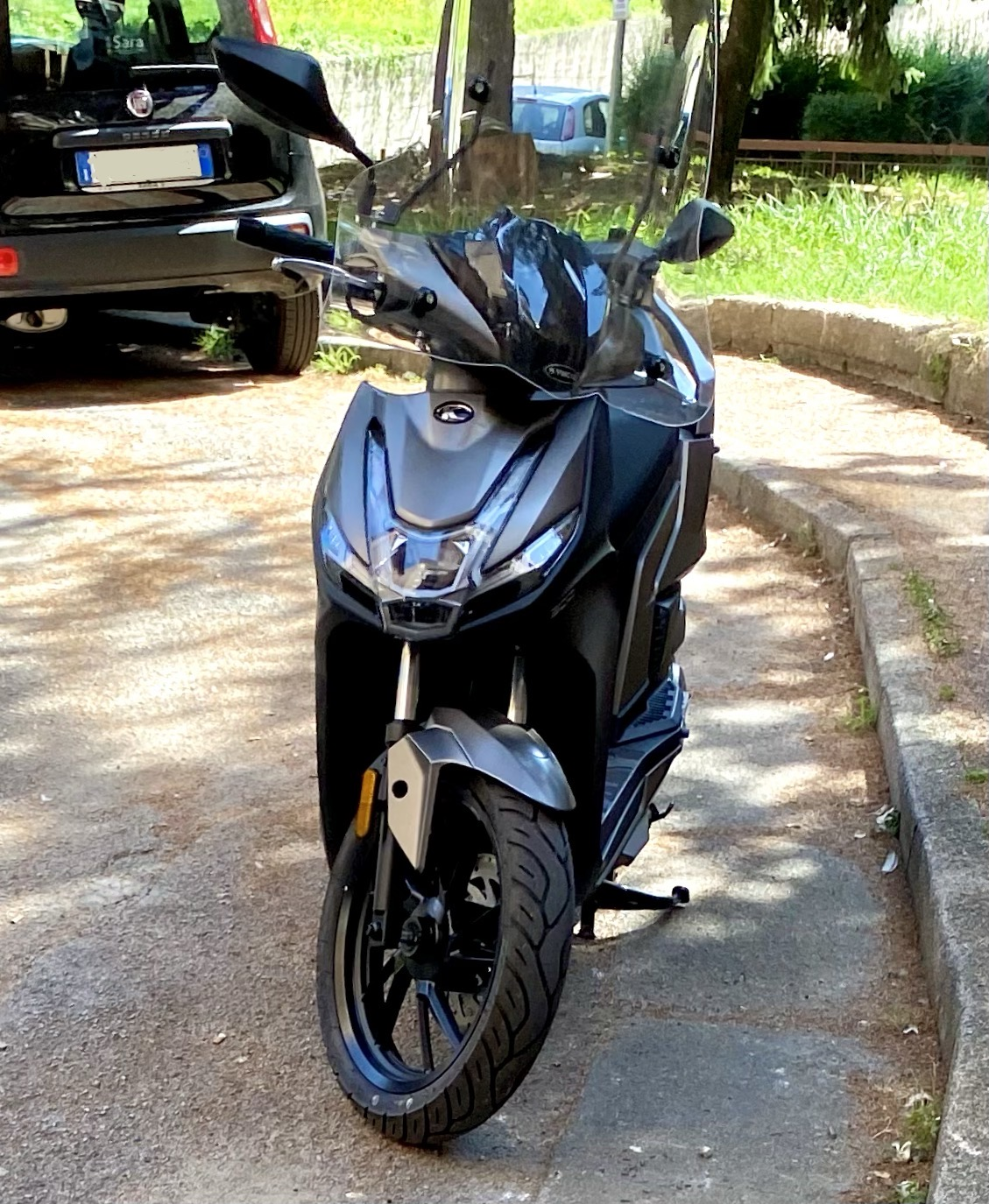
Agility S 200

L’Agility S è un nuovo modello che affianca i modelli R16+. Presentato ad EICMA 2021 e posto in vendita nel 2022 è stato disegnato dalla Arkema Studio e riprende l’impostazione ciclistica degli R16+ ma possiede un design specifico con uno scudo anteriore dalle forme più arrotondate e filanti, la pedana resta piatta e le ruote sono da 16” anteriore e 14” posteriore.
Il faro anteriore è Full Led con luci di posizioni a LED, la sella è alta 805 mm da terra e il vano sottosella ha due pannelli divisori rimovibili e la presa 12V. Sul mercato italiano ha il bauletto da 33 litri di serie.
La lunghezza è di 2.050 mm, la larghezza di 735 mm e l’altezza di 1.282 mm con il passo pari a 1.340 mm. La sospensione all’anteriore è a forcella telescopica idraulica da 37 mm (escursione di 95 mm), al posteriore c’è un monobraccio oscillante con ammortizzatore idraulico regolabile da 81 mm.
L’impianto frenante monta ABS e freni a disco 260 mm all’anteriore e 240 mm al posteriore con pinze a due pistoncini sia all’anteriore che al posteriore con frenata combinata. Gli pneumatici sono da 100/80-16 all’anteriore e 120/80-14 al posteriore.
Il motore 125 TC25B quattro tempi Euro 5 a iniezione elettronica e raffreddato ad aria eroga 10,6 CV a 8.500 giri/min e 9,3 Nm di coppia a 7.000 giri/min. Il consumo medio è di 42 km/l. La velocità massima è di 90 km/h.
Il motore 200 TC40A ha una cubatura di 163 cc, è un monocilindrico a iniezione elettronica raffreddato ad aria Euro 5 che eroga 11,6 CV (8,5 kW) a 7.000 giri/min e una coppia massima di 11,8 Nm a 6.000 giri/min. Il consumo medio è di 33 km/l.

### Agility R16+ 300 e 350
Introdotto ad EICMA 2018 e posto in vendita dal 2019, l’Agility R16+ 300 va a sostituire il precedente Kymco People GTI 300. Si tratta di uno scooter a ruote alte da 16” anteriore e da 14” al posteriore basata su un telaio ed una ciclistica inedita e specifica (non condivisa con i più piccoli 125 e 200). Cambia anche il design realizzato sempre dalla Arkema Studio con tunnel centrale e tappo del serbatoio nel tunnel per incrementare la capacità del vano sottosella in grado di contenere due caschi. Il motore è il monocilindrico KS60A da 276 cc raffreddato a liquido omologato Euro 4 che eroga 23,1 CV a 8.000 giri/min e una coppia massima di 22,5 Nm a 6.500 giri/min. La velocità massima dichiarata è di 125 km/h. La ciclistica sfrutta una forcella telescopica con steli dal diametro di 37 mm, la sospensione posteriore è monobraccio oscillante con doppio ammortizzatore. La lunghezza è di 2.200 mm, larghezza di 765 mm e altezza di 1.280 mm, passo di 1.550 mm e la sella è alta 800 mm da terra. Il peso è di 177 kg a secco. La dotazione comprende fari full LED, presa USB, sistema infotenimento Noodoe, avviamento keyless, parabrezza e paramani.
Nella primavera 2021 il motore viene omologato Euro 5.
Nel novembre del 2021 Kymco presenta ad EICMA l’Agility R16+ 350, inedita versione che condivide la stessa carrozzeria e ciclistica del 300 ma con l’inedito motore 350 “G5 SC” Euro 5 da 321 cc monocilindrico quattro tempi a 4 valvole che eroga 27,2 CV di potenza massima a 7.500 giri/min e 29,3 Nm di coppia massima a 5.500 giri/min. Il 350 monta ruota anteriore da 16” e posteriore da 14”, sospensione anteriore a forcella telescopica e posteriore con coppia di ammortizzatori, impianto frenante a due dischi rispettivamente da 300 mm anteriore e 240 mm al posteriore con ABS. Il serbatoio ha una capacità di 13 litri, la sella è alta 810 mm da terra e il peso è di 177 kg a secco. L’Agility 350 viene posto in vendita dalla primavera 2022.
Il 350 affianca il modello 300 rimasto in listino.

## Caratteristiche tecniche
| Caratteristiche tecniche - Agility R10                                           | Caratteristiche tecniche - Agility R10                                             | Caratteristiche tecniche - Agility R10                                             | Caratteristiche tecniche - Agility R10                                             | Caratteristiche tecniche - Agility R10                                             | Caratteristiche tecniche - Agility R10                                             |
| Dimensioni e pesi                                                                | Dimensioni e pesi                                                                  | Dimensioni e pesi                                                                  | Dimensioni e pesi                                                                  | Dimensioni e pesi                                                                  | Dimensioni e pesi                                                                  |
| -------------------------------------------------------------------------------- | ---------------------------------------------------------------------------------- | ---------------------------------------------------------------------------------- | ---------------------------------------------------------------------------------- | ---------------------------------------------------------------------------------- | ---------------------------------------------------------------------------------- |
| Ingombri (lungh.×largh.×alt.)                                                    | 1830 × 690 × 1070 mm                                                               | 1830 × 690 × 1070 mm                                                               | 1830 × 690 × 1070 mm                                                               | 1830 × 690 × 1070 mm                                                               | 1830 × 690 × 1070 mm                                                               |
| Interasse: 1265 mm                                                               | Interasse: 1265 mm                                                                 | Massa a vuoto: 84 kg                                                               | Massa a vuoto: 84 kg                                                               | Serbatoio: 5 l                                                                     | Serbatoio: 5 l                                                                     |
| Meccanica                                                                        |                                                                                    |                                                                                    |                                                                                    |                                                                                    |                                                                                    |
| Tipo motore: monocilindrico 4 tempi                                              | Tipo motore: monocilindrico 4 tempi                                                | Tipo motore: monocilindrico 4 tempi                                                | Tipo motore: monocilindrico 4 tempi                                                | Raffreddamento: ad aria forzata                                                    | Raffreddamento: ad aria forzata                                                    |
| Cilindrata                                                                       | 49 cm³ (Alesaggio 39,0 × Corsa 41,4 mm)                                            | 49 cm³ (Alesaggio 39,0 × Corsa 41,4 mm)                                            | 49 cm³ (Alesaggio 39,0 × Corsa 41,4 mm)                                            | 49 cm³ (Alesaggio 39,0 × Corsa 41,4 mm)                                            | 49 cm³ (Alesaggio 39,0 × Corsa 41,4 mm)                                            |
| Distribuzione: albero a camme in testa                                           | Distribuzione: albero a camme in testa                                             | Distribuzione: albero a camme in testa                                             | Alimentazione: carburatore da 17 mm                                                | Alimentazione: carburatore da 17 mm                                                | Alimentazione: carburatore da 17 mm                                                |
| Potenza: 2,4 kW (3,3 CV) a 8.500 giri/min                                        | Potenza: 2,4 kW (3,3 CV) a 8.500 giri/min                                          | Coppia:                                                                            | Coppia:                                                                            | Rapporto di compressione: 11:1                                                     | Rapporto di compressione: 11:1                                                     |
| Frizione: centrifuga                                                             | Frizione: centrifuga                                                               | Frizione: centrifuga                                                               | Cambio: CVT                                                                        | Cambio: CVT                                                                        | Cambio: CVT                                                                        |
| Accensione                                                                       | elettronica                                                                        | elettronica                                                                        | elettronica                                                                        | elettronica                                                                        | elettronica                                                                        |
| Avviamento                                                                       | elettrico e kick starter                                                           | elettrico e kick starter                                                           | elettrico e kick starter                                                           | elettrico e kick starter                                                           | elettrico e kick starter                                                           |
| Ciclistica                                                                       |                                                                                    |                                                                                    |                                                                                    |                                                                                    |                                                                                    |
| Sospensioni                                                                      | Anteriore: forcella telescopica idraulica ø 31 mm / Posteriore: monoammortizzatore | Anteriore: forcella telescopica idraulica ø 31 mm / Posteriore: monoammortizzatore | Anteriore: forcella telescopica idraulica ø 31 mm / Posteriore: monoammortizzatore | Anteriore: forcella telescopica idraulica ø 31 mm / Posteriore: monoammortizzatore | Anteriore: forcella telescopica idraulica ø 31 mm / Posteriore: monoammortizzatore |
| Freni                                                                            | Anteriore: a disco da 180mm / Posteriore: a tamburo da 110                         | Anteriore: a disco da 180mm / Posteriore: a tamburo da 110                         | Anteriore: a disco da 180mm / Posteriore: a tamburo da 110                         | Anteriore: a disco da 180mm / Posteriore: a tamburo da 110                         | Anteriore: a disco da 180mm / Posteriore: a tamburo da 110                         |
| Pneumatici                                                                       | 90/90-10                                                                           | 90/90-10                                                                           | 90/90-10                                                                           | 90/90-10                                                                           | 90/90-10                                                                           |
| Prestazioni dichiarate                                                           |                                                                                    |                                                                                    |                                                                                    |                                                                                    |                                                                                    |
| Velocità massima                                                                 | 45 km/h                                                                            | 45 km/h                                                                            | 45 km/h                                                                            | 45 km/h                                                                            | 45 km/h                                                                            |
| Altro                                                                            |                                                                                    |                                                                                    |                                                                                    |                                                                                    |                                                                                    |
| Omologazione                                                                     | Euro 2                                                                             | Euro 2                                                                             | Euro 2                                                                             | Euro 2                                                                             | Euro 2                                                                             |
| Fonte dei dati: http://www.kymco.it/schede/scheda.php?scelta_modello=_AGL50R1007 |                                                                                    |                                                                                    |                                                                                    |                                                                                    |                                                                                    |

| Caratteristiche tecniche - Agility R16                                                      | Caratteristiche tecniche - Agility R16                                                           | Caratteristiche tecniche - Agility R16                                                           | Caratteristiche tecniche - Agility R16                                                           | Caratteristiche tecniche - Agility R16                                                           | Caratteristiche tecniche - Agility R16                                                           |
| Dimensioni e pesi                                                                           | Dimensioni e pesi                                                                                | Dimensioni e pesi                                                                                | Dimensioni e pesi                                                                                | Dimensioni e pesi                                                                                | Dimensioni e pesi                                                                                |
| ------------------------------------------------------------------------------------------- | ------------------------------------------------------------------------------------------------ | ------------------------------------------------------------------------------------------------ | ------------------------------------------------------------------------------------------------ | ------------------------------------------------------------------------------------------------ | ------------------------------------------------------------------------------------------------ |
| Ingombri (lungh.×largh.×alt.)                                                               | 2040 × 740 × 1240 mm                                                                             | 2040 × 740 × 1240 mm                                                                             | 2040 × 740 × 1240 mm                                                                             | 2040 × 740 × 1240 mm                                                                             | 2040 × 740 × 1240 mm                                                                             |
| Interasse: 1340 mm                                                                          | Interasse: 1340 mm                                                                               | Massa a vuoto: 119 kg                                                                            | Massa a vuoto: 119 kg                                                                            | Serbatoio: 6 l                                                                                   | Serbatoio: 6 l                                                                                   |
| Meccanica                                                                                   |                                                                                                  |                                                                                                  |                                                                                                  |                                                                                                  |                                                                                                  |
| Tipo motore: monocilindrico 4 tempi                                                         | Tipo motore: monocilindrico 4 tempi                                                              | Tipo motore: monocilindrico 4 tempi                                                              | Tipo motore: monocilindrico 4 tempi                                                              | Raffreddamento: ad aria forzata                                                                  | Raffreddamento: ad aria forzata                                                                  |
| Cilindrata                                                                                  | 124 cm³ (Alesaggio 52,4 × Corsa 57,8 mm)                                                         | 124 cm³ (Alesaggio 52,4 × Corsa 57,8 mm)                                                         | 124 cm³ (Alesaggio 52,4 × Corsa 57,8 mm)                                                         | 124 cm³ (Alesaggio 52,4 × Corsa 57,8 mm)                                                         | 124 cm³ (Alesaggio 52,4 × Corsa 57,8 mm)                                                         |
| Distribuzione: albero a camme in testa                                                      | Distribuzione: albero a camme in testa                                                           | Distribuzione: albero a camme in testa                                                           | Alimentazione: carburatore da 24 mm                                                              | Alimentazione: carburatore da 24 mm                                                              | Alimentazione: carburatore da 24 mm                                                              |
| Potenza: 7 kW (9,5 CV) a 7.500 giri/min                                                     | Potenza: 7 kW (9,5 CV) a 7.500 giri/min                                                          | Coppia:                                                                                          | Coppia:                                                                                          | Rapporto di compressione: 9,3:1                                                                  | Rapporto di compressione: 9,3:1                                                                  |
| Frizione: centrifuga                                                                        | Frizione: centrifuga                                                                             | Frizione: centrifuga                                                                             | Cambio: CVT                                                                                      | Cambio: CVT                                                                                      | Cambio: CVT                                                                                      |
| Accensione                                                                                  | elettronica                                                                                      | elettronica                                                                                      | elettronica                                                                                      | elettronica                                                                                      | elettronica                                                                                      |
| Trasmissione                                                                                | a cinghia                                                                                        | a cinghia                                                                                        | a cinghia                                                                                        | a cinghia                                                                                        | a cinghia                                                                                        |
| Avviamento                                                                                  | elettrico e kick starter                                                                         | elettrico e kick starter                                                                         | elettrico e kick starter                                                                         | elettrico e kick starter                                                                         | elettrico e kick starter                                                                         |
| Ciclistica                                                                                  |                                                                                                  |                                                                                                  |                                                                                                  |                                                                                                  |                                                                                                  |
| Sospensioni                                                                                 | Anteriore: forcella telescopica idraulica ø 33 mm / Posteriore: doppio ammortizzatore regolabile | Anteriore: forcella telescopica idraulica ø 33 mm / Posteriore: doppio ammortizzatore regolabile | Anteriore: forcella telescopica idraulica ø 33 mm / Posteriore: doppio ammortizzatore regolabile | Anteriore: forcella telescopica idraulica ø 33 mm / Posteriore: doppio ammortizzatore regolabile | Anteriore: forcella telescopica idraulica ø 33 mm / Posteriore: doppio ammortizzatore regolabile |
| Freni                                                                                       | Anteriore: a disco da 260mm / Posteriore: a disco da 240mm                                       | Anteriore: a disco da 260mm / Posteriore: a disco da 240mm                                       | Anteriore: a disco da 260mm / Posteriore: a disco da 240mm                                       | Anteriore: a disco da 260mm / Posteriore: a disco da 240mm                                       | Anteriore: a disco da 260mm / Posteriore: a disco da 240mm                                       |
| Pneumatici                                                                                  | Anteriori: 100/80-16 / Posteriori: 120/80-16                                                     | Anteriori: 100/80-16 / Posteriori: 120/80-16                                                     | Anteriori: 100/80-16 / Posteriori: 120/80-16                                                     | Anteriori: 100/80-16 / Posteriori: 120/80-16                                                     | Anteriori: 100/80-16 / Posteriori: 120/80-16                                                     |
| Prestazioni dichiarate                                                                      |                                                                                                  |                                                                                                  |                                                                                                  |                                                                                                  |                                                                                                  |
| Velocità massima                                                                            | 95 km/h                                                                                          | 95 km/h                                                                                          | 95 km/h                                                                                          | 95 km/h                                                                                          | 95 km/h                                                                                          |
| Altro                                                                                       |                                                                                                  |                                                                                                  |                                                                                                  |                                                                                                  |                                                                                                  |
| Omologazione                                                                                | Euro 2                                                                                           | Euro 2                                                                                           | Euro 2                                                                                           | Euro 2                                                                                           | Euro 2                                                                                           |
| Fonte dei dati: https://www.dueruote.it/news/moto-scooter/2008/04/14/kymco-agility-r16.html |                                                                                                  |                                                                                                  |                                                                                                  |                                                                                                  |                                                                                                  |